# Élections législatives de 1876 dans le Doubs
Les élections législatives de 1876 ont eu lieu les 20 février et 5 mars 1876

## Résultats à l'échelle du département
| Partis         | Partis                            | Premier tour | Premier tour | Deuxième tour | Deuxième tour | Sièges |
| Partis         | Partis                            | Voix         | %            | Voix          | %             | Sièges |
| -------------- | --------------------------------- | ------------ | ------------ | ------------- | ------------- | ------ |
|                | Union républicaine                | 18 284       | 29,61        |               |               | 2      |
|                | Centre gauche                     | 15 853       | 25,67        | 1             |               |        |
|                | Légitimistes, Monarchistes        | 8 896        | 14,40        | 0             |               |        |
|                | Centre-droit                      | 7 723        | 12,51        | 7 308         | 52,18         | 1      |
|                | Gauche républicaine, Républicains | 6 985        | 11,31        | 6 697         | 47,82         | 1      |
|                | Bonapartistes                     | 4 567        | 7,39         |               |               | 0      |
|                |                                   |              |              |               |               |        |
| Inscrits       | Inscrits                          | 77 990       | 100,00       | 16 789        | 100,00        | 5      |
| Votants        | Votants                           | 63 054       | 80,85        | 14 174        | 84,42         |        |
| Abstentions    | Abstentions                       | 14 936       | 19,15        | 2 615         | 15,58         |        |
| Blancs et nuls | Blancs et nuls                    | 1 296        | 2,06         | 867           | 6,12          |        |
| Exprimés       | Exprimés                          | 61 758       | 97,94        | 14 005        | 98,81         |        |

## Résultats par arrondissement

### Arrondissement de Baume-les-Dames
| Candidats      | Candidats             | Étiquette                | Premier tour | Premier tour | Deuxième tour | Deuxième tour |
| Candidats      | Candidats             | Étiquette                | Voix         | %            | Voix          | %             |
| -------------- | --------------------- | ------------------------ | ------------ | ------------ | ------------- | ------------- |
|                | Alexandre Estignard   | Centre droit             | 5 670        | 40,12        | 7 308         | 52,18         |
|                | Denis-Agile Bourdenet | Républicain conservateur | 4 457        | 31,54        | 6 697         | 47,82         |
|                | René de Moustier      | Bonapartiste             | 4 006        | 28,35        |               |               |
|                |                       |                          |              |              |               |               |
| Inscrits       | Inscrits              | Inscrits                 | 16 789       | 100,00       | 16 789        | 100,00        |
| Votants        | Votants               | Votants                  | 14 237       | 84,80        | 14 174        | 84,42         |
| Abstention     | Abstention            | Abstention               | 2 552        | 15,20        | 2 615         | 15,58         |
| Blancs et nuls | Blancs et nuls        | Blancs et nuls           | 104          | 0,73         | 867           | 6,12          |
| Exprimés       | Exprimés              | Exprimés                 | 14 133       | 99,27        | 14 005        | 98,81         |

### Arrondissement de Besançon

#### 1recirconscription
| Candidats      | Candidats            | Étiquette           | Premier tour | Premier tour |
| Candidats      | Candidats            | Étiquette           | Voix         | %            |
| -------------- | -------------------- | ------------------- | ------------ | ------------ |
|                | Albert Grévy         | Gauche républicaine | 6 985        | 78,06        |
|                | Henri-Marius Rolland | Constitutionnel     | 2 053        | 22,94        |
|                |                      |                     |              |              |
| Inscrits       | Inscrits             | Inscrits            | 12 680       | 100,00       |
| Votants        | Votants              | Votants             | 9 095        | 71,73        |
| Abstention     | Abstention           | Abstention          | 3 585        | 28,27        |
| Blancs et nuls | Blancs et nuls       | Blancs et nuls      | 247          | 1,62         |
| Exprimés       | Exprimés             | Exprimés            | 8 948        | 98,38        |

#### 2ecirconscription
| Candidats      | Candidats              | Étiquette          | Premier tour | Premier tour |
| Candidats      | Candidats              | Étiquette          | Voix         | %            |
| -------------- | ---------------------- | ------------------ | ------------ | ------------ |
|                | Félix Gaudy            | Union républicaine | 9 193        | 68,49        |
|                | Henri Terrier de Louay | Monarchiste        | 4 230        | 31,51        |
|                |                        |                    |              |              |
| Inscrits       | Inscrits               | Inscrits           | 16 227       | 100,00       |
| Votants        | Votants                | Votants            | 13 526       | 83,35        |
| Abstention     | Abstention             | Abstention         | 2 701        | 16,65        |
| Blancs et nuls | Blancs et nuls         | Blancs et nuls     | 103          | 0,76         |
| Exprimés       | Exprimés               | Exprimés           | 13 423       | 99,24        |

### Arrondissement de Montbéliard
| Candidats      | Candidats      | Étiquette                | Premier tour | Premier tour |
| Candidats      | Candidats      | Étiquette                | Voix         | %            |
| -------------- | -------------- | ------------------------ | ------------ | ------------ |
|                | Jules Viette   | Union républicaine       | 9 091        | 62,49        |
|                | Jules Grosjean | Républicain conservateur | 5 458        | 37,51        |
|                |                |                          |              |              |
| Inscrits       | Inscrits       | Inscrits                 | 18 668       | 100,00       |
| Votants        | Votants        | Votants                  | 15 003       | 80,37        |
| Abstention     | Abstention     | Abstention               | 3 665        | 19,63        |
| Blancs et nuls | Blancs et nuls | Blancs et nuls           | 454          | 3,03         |
| Exprimés       | Exprimés       | Exprimés                 | 14 549       | 96,97        |

### Arrondissement de Pontarlier
| Candidats      | Candidats      | Étiquette      | Premier tour | Premier tour |
| Candidats      | Candidats      | Étiquette      | Voix         | %            |
| -------------- | -------------- | -------------- | ------------ | ------------ |
|                | Gustave Colin  | Centre gauche  | 5 938        | 53,18        |
|                | Xavier Marmier | Légitimiste    | 4 666        | 41,79        |
|                | Marulaz        | Bonapartiste   | 561          | 5,02         |
|                |                |                |              |              |
| Inscrits       | Inscrits       | Inscrits       | 13 626       | 100,00       |
| Votants        | Votants        | Votants        | 11 203       | 82,22        |
| Abstention     | Abstention     | Abstention     | 2 423        | 17,78        |
| Blancs et nuls | Blancs et nuls | Blancs et nuls | 38           | 0,34         |
| Exprimés       | Exprimés       | Exprimés       | 11 165       | 99,66        |